# Tablespace
Табличний простір або tablespace — логічний простір, який СКБД використовує для зберігання об'єктів бази даних, таких як індекси, таблиці тощо. Ці об'єкти зберігаються у вигляді сегментів. Під час створення табличному простору надається ім'я, яке використовується для вказівок на простір у запитах СКБД
Табличні простори не мають відношення ні до логічної структури бази даних, ні до схеми, а відображають місця збереження даних на фізичних носіях. Різні об'єкти однієї бази даних, наприклад, індекс та таблиця, можуть фізично зберігатись у різних просторах.
За допомогою просторів, адміністратор має можливість контролювати використання доступного місця базою даних та оптимізувати швидкодію. Наприклад, простір, що використовується для індексів, можна розмістити на швидких SCSI носіях, а простір з архівними даними можна розмістити на менш швидких, але значно більших за розміром RAID-5 масивах з ATA дисків.
Фізично простори зберігаються у вигляді файлів, але деякі СКБД дозволяють використовувати фізичні носії. Це дозволяє покращити швидкодію за рахунок уникнення витрат операційної системи на підтримку структур файлової системи.
Oracle зберігає дані логічно у табличних просторах, а фізично у файлах даних, що зв'язані з певним простором.